# ジョンの純な恋物語
「ジョンの純な恋物語」（ジョンのじゅんなこいものがたり）は、日本のシンガーソングライター、東真紀のメジャー1枚目のシングルである。2004年11月3日発売。発売元はRUBICON RIVER ENTERTAINMENT。

## 概要
- メジャーデビューシングル。

## 収録曲
1. ジョンの純な恋物語[4:59]
作詞・作曲：東真紀、編曲：西脇辰弥
2. 恋色[4:59]
作詞・作曲：東真紀、編曲：岩戸崇
3. ジョンの純な恋物語（ヒーリング for DOGSヴァージョン）[3:53]
4. ジョンの純な恋物語 (オリジナルカラオケ)[4:59]
5. 恋色 (オリジナルカラオケ)[4:59]

## 収録アルバム
- オリジナル『目には見えないチカラ』（2005年2月16日）
- オリジナル『ジョンの純な恋物語【特別完全版】～6 songs for DOG LOVERS～』（2006年9月6日）
※【特別完全版】